# Petr Mach
Petr Mach (ur. 6 maja 1975 w Pradze) – czeski polityk i ekonomista, od 2009 do 2016 i w 2017 przewodniczący Partii Wolnych Obywateli, poseł do Parlamentu Europejskiego VIII kadencji.

## Życiorys
Ukończył studia w Wyższej Szkole Ekonomicznej w Pradze z tytułami zawodowymi bakalář (1997, z zakresu statystyki i ekonometrii) i inżyniera (1999, z zakresu finansów). W 2003 uzyskał doktorat (Ph.D.) na tej uczelni.
W 1998 założył wolnorynkowe pismo „Laissez-Faire” i do 2008 był jego redaktorem naczelnym. W 1999 współtworzył i stanął na czele związanego z Vaclávem Klausem Centrum Gospodarki i Polityki. Od 2003 do 2007 doradzał prezydentowi Václavwi Klausowi w dziedzinie gospodarki. Zajął się również działalnością edukacyjną jako wykładowca uczelni ekonomicznych. W 2003 wydał książkę Úskalí evropské integrace.
W latach 1997–2007 należał do Obywatelskiej Partii Demokratycznej. W 2009 założył Partię Wolnych Obywateli. 14 lutego tego samego roku został wybrany na jej przewodniczącego. W wyborach w 2014 z ramienia tego ugrupowania został wybrany na eurodeputowanego VIII kadencji. Partią Wolnych Obywateli kierował do grudnia 2016 i ponownie od stycznia 2017.
Mandat eurodeputowanego złożył z końcem sierpnia 2017 celem zaangażowania się w kampanię do krajowego parlamentu. Jego ugrupowanie w wyborach z października tegoż roku nie przekroczyło wyborczego progu. W listopadzie 2017 nowym przewodniczącym partii został Tomáš Pajonk. W 2023 został doradcą partii Wolność i Demokracja Bezpośrednia w sprawach gospodarczych.

## Poglądy
Określił się jako klasyczny liberał; jako swoje wzory wskazał Karela Havlíčka Borovskýego, Benjamina Franklina, Nigela Farage'a, Frédérica Bastiata i Davida Hume'a. W młodości popierał również Václava Klausa, później jego poglądy ocenił jako niespójne.
Zadeklarował się jako zwolennik państwa z minimalnymi podatkami. Początkowo popierał wprowadzenie podatku liniowego, później zaczął opowiadać się za całkowitym zniesieniem podatku od osób fizycznych. Opowiedział się za jednolitą stawką podatku od wartości dodanej (niższą niż 15%), likwidacją płacy minimalnej, a także zmniejszeniem lub zniesieniem państwowego dotowania partii politycznych. Stwierdził, że cła i inne bariery wolnego handlu prowadzą do niepotrzebnych napięć między państwami, krytykował zwiększanie długu publicznego i promował wprowadzenie zrównoważonego budżetu. Poparł prywatyzację przedsiębiorstw państwowych. Zadeklarował się jako przeciwnik walki z globalnym ociepleniem.
Opowiedział się za wystąpieniem Czech z Unii Europejskiej, a członkostwo w niej określił jako ograniczające wolność obywateli. Działał w kampaniach przeciwko traktatowi lizbońskiemu i europejskiemu mechanizmowi stabilizacyjnemu. Przeciwnik przyjęcia waluty euro.